# Municipio de Tunsberg
El municipio de Tunsberg (en inglés: Tunsberg Township) es un municipio ubicado en el condado de Chippewa en el estado estadounidense de Minnesota. En el año 2010 tenía una población de 208 habitantes y una densidad poblacional de 2,41 personas por km².

## Geografía
El municipio de Tunsberg se encuentra ubicado en las coordenadas 45°1′24″N 95°47′45″O / 45.02333, -95.79583. Según la Oficina del Censo de los Estados Unidos, el municipio tiene una superficie total de 86.26 km², de la cual 84,37 km² corresponden a tierra firme y (2,18 %) 1,88 km² es agua.

## Demografía
Según el censo de 2010, había 208 personas residiendo en el municipio de Tunsberg. La densidad de población era de 2,41 hab./km². De los 208 habitantes, el municipio de Tunsberg estaba compuesto por el 100 % blancos. Del total de la población el 0 % eran hispanos o latinos de cualquier raza.